# چارلز آر. مور
چارلز آر. مور (انگلیسی: Charles R. Moore؛ ۲۳ آوریل ۱۸۹۳ – ۲۰ ژوئیه ۱۹۴۷) بازیگر اهل ایالات متحده آمریکا بود.

## گزیدهٔ فیلم‌شناسی
- زن مطلقه
- تبعید
- پاهای میلیون دلاری
- مدیسن اسکوئر گاردن
- ملودرام منهتن
- ماه سیاه
- دایموند جیم
- لباس راحت ساحلی
- مواظب باش پروفسور
- کنتاکی
- فقط فرشتگان بال دارند
- آقای اسمیت به واشینگتن می‌رود
- مریلند
- مک‌گینتی بزرگ
- کریسمس در ژوئیه
- ویرجینیا
- ملاقات با جان دو
- روباه‌های کوچک
- سنکپ
- داستان پام بیچ
- الکی‌خوش
- دیکسی
- تماس با دکتر دث
- دختر پین‌آپ
- همسر
- گناه هارولد دیدلباک
- سفرهای سولیوان